# Bård Breivik

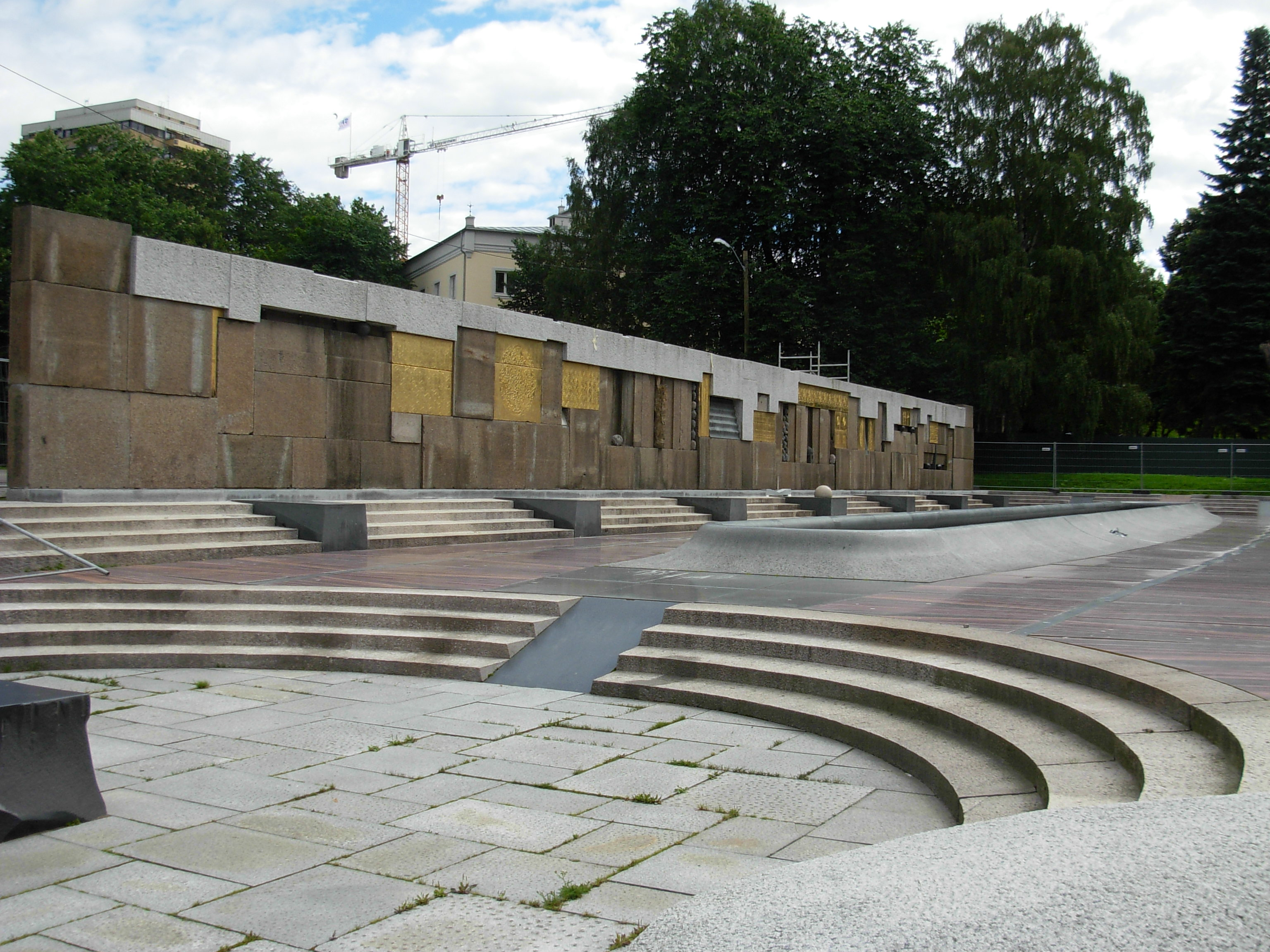
Klosterenga Skulpturpark i Oslo

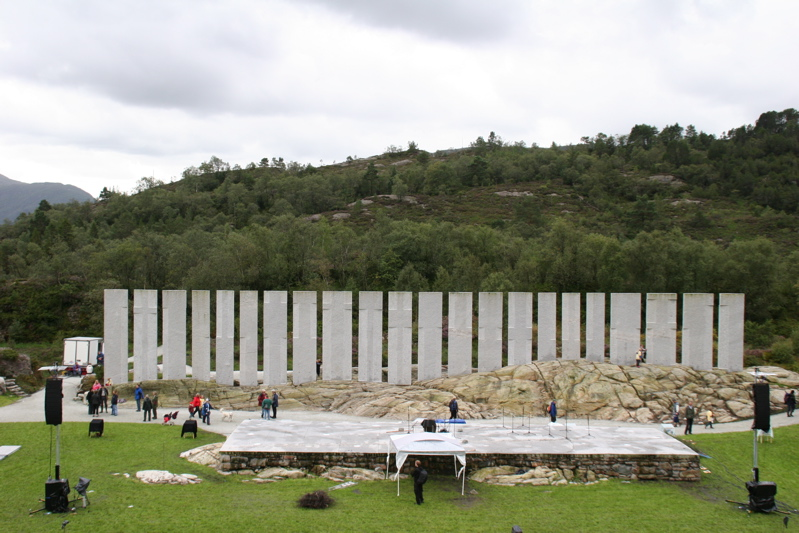
Gulatinget med Breiviks skulptur

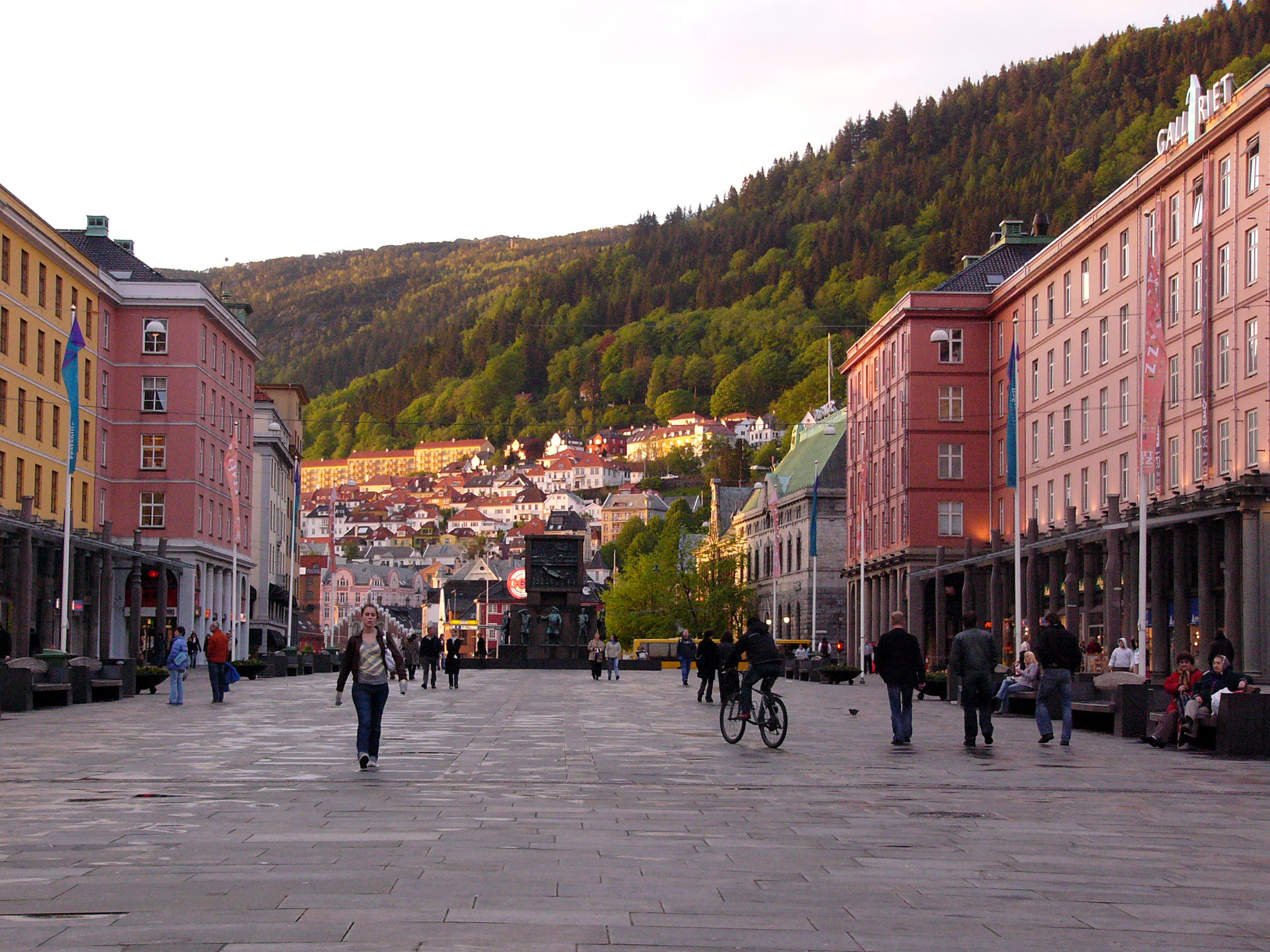
Torgallmenningen i Bergen. Bård Breivik ritade pelare och glastak längs husen från 1920-talet.

Bård Breivik, född 23 november 1948 i Bergen, död 10 januari 2016 i Oslo, var en norsk skulptör.

## Biografi
Bård Breivik var son till grafikern Thomas Breivik (1923–1999) och inredningsarkitekten Sissel Søyland (född 1927). Han utbildade sig på Manger Folkehøyskole 1965–1967, i keramik på Bergen Kunsthåndverksskole 1967–1970 och vid Saint Martins College of Art and Design i London 1970–1971. Han hade sin första separatutställning på Galleri 1 i Oslo 1974. Han undervisade vid Vestlandets Kunstakademi 1977–1980 och var professor i skulptur vid Kungliga Konsthögskolan i Stockholm 1982–1985.
Bård Breivik är en av Norges internationellt mest kända skulptörer. Han började sin karriär som en av konceptkonstens förgrundsfigurer och pionjärer i Norge. Han rörde sig i många olika riktningar, alltid globalt orienterad, både mot konstnärliga tendenser, uttrycksformer och tekniker. Han var en förnyare av konsten, och Bård Breivik jobbade i små, stora och monumentala format. Han var främst bildhuggare och skulptör, samtidigt som hans konst rörde sig i gränslandet mellan arkitektur, landskapskonst och stadsplanläggning.
Han fick Prins Eugen-medaljen år 1995.

## Offentliga verk i urval
- Weidemannsalen, Lillehammer Konstmuseum, 2016
- Gravitone 7, 2012, i Asker
- IFI, Institutt for informatikk, 2011, i Universitet i Oslo
- Blickachsen 5, Bad Homburg v.d. Höhe, 2006, i Bad Homburg v.d. Höhe
- Monument över tingsstället Gulatinget, Tusenårsstaden Gulatinget (Tingveggen, Tinghella och Ildsirkelen), 2004, Gulatingsparken i Flolid i Gulen kommun, Sogn og Fjordane
- Untitled, granit, 2001, i Umedalens skulpturpark
- Klosterenga, 1999, i Oslo
- Torgallmenningen, 1998, i Bergen
- Osby, 1994, i Osby
- Trondheim Sparebank, 1994, i Trondheim
- Källan, röd vångagranit, 1994, Jussi Björlings plats, framför Göteborgsoperan i Göteborg
- Vattnets tre principer, röd vångagranit och diabas, 1994, Lunds universitet
- Untitled, granit, 1993, Narvik, Skulpturlandskap Nordland
- Lillehammer Konstmuseum, 1992, i Lillehammer
- Socrates Sculpture Garden, 1990, i New York
- Citadel, 1990, i Skøyen i Oslo

Breivik är representerad vid bland annat Moderna museet och Nordiska Akvarellmuseet.

## Utställningar, i urval
- Vigeland Museum, 2014, i Oslo
- KODE, konstmuseum, 2014, i Bergen
- Galleri Riis, 2012, i Oslo
- Inside Out Art Centre, 2012, i Beijing
- Kunstnerforbundet, 2011, i Oslo
- National Museum Bamako, 2010, i Mali
- Image Gallery, 2009, i Beijing
- Galerie Anhava, 2009, i Helsingfors
- Sørlandets Konstmuseum, 2008, i Kristiansand
- Third Beijing Art Biennale, 2008, i Beijing
- Bomuldsfabriken Kunsthall, 2007, i Arendal
- Skulpturens Hus, 2006, i Stockholm
- National Museum, 2006, i Oslo
- Galleri Riis, 205, i Oslo
- Galerie Anhava, 2004, i Helsingfors
- The Chinese European Art Centre, 2000, i Xiamen
- Bomuldsfabriken, 1999, i Arendal
- Galerie APC, 1998, i Köln
- Kunstnerforbundet, 1996, i Oslo
- The Hour of the North, 1996, i Madrid
- Kunsthal Charlottenborg, 1993, i Köpenhamn
- Millesgården, 1992, i Stockholm
- Lillehammer Konstmuseum, 1992, i Lillehammer
- Biennale Sao Paulo, 1991, i Sao Paulo
- Kunstnernes hus, 1989, i Oslo
- Artek, 1989, i Helsingfors
- Germans van Eck, 1989, i New York
- Høymagasinet, 1987, i Oslo
- Galleri Eklund, 1987, i Umeå
- Nordenhake, 1986, i Stockholm
- la Biennale di Venezia, 1986, i Venedig
- German van Eck, 1985, i New York
- Nordenhake, 1985, i Malmö
- Henie Onstad Art Centre, 1985, i Oslo
- Toyama Art Hall, 1984, i Tokyo
- ARS 83, 1983, i Helsingfors
- Oscarson-Hood Gallery, 1982, i New York
- Guggenheim, 1982, i New York
- Galerie Aronowitsche, 1982, i Stockholm
- Henie-Onstad Kunstsenter, 1981, i Oslo
- Sculptor, 1981, i Helsingfors
- Liljevalchs Konsthall, 1977, i Stockholm